# Bartolo Longo
Bartôlômêô Longo (tiếng Ý: Bartolo Longo; 10 tháng 2 năm 1841 – 5 tháng 10 năm 1926) là một luật sư người Italia. Ông cho rằng mình từng là một "tư tế của Satan" trước khi cải sang Công giáo. Sau đó, ông gia nhập dòng Ba Đa Minh và dành phần lớn cuộc đời của mình cho Đức Trinh nữ Maria và kinh Mân Côi. Đến gần cuối đời, ông được Tòa Thánh phong tước Hiệp sĩ Đại thập tự của dòng Hiệp sĩ Mộ Thánh. Ông được Giáo hội Công giáo tuyên phong chân phước vào năm 1980.